# Font Estramar
Koordinaten: 42° 51′ 33,1″ N, 2° 57′ 30,6″ O
Font Estramar ist eine Karstquelle bei Salses-le-Château im Département Pyrénées-Orientales in der Region Okzitanien in Frankreich.

## Beschreibung
Der etwa 25 m breite, bläulich schimmernde Quelltopf liegt nordöstlich von Salses-le-Château in den Corbières maritimes direkt an der A 9 und der Départementstraße 900. Die Temperatur der Quelle bleibt über das ganze Jahr konstant bei 17–18 °C. Es ist der Ausgang eines über 2800 m langen Höhlensystems. Die mittlere Schüttung beträgt 2110 l/s. Der dort entspringende Ruisseau d'Estremera mündet nach etwa 900 m in den Étang de Leucate.